# Lupán Anna Mária
Lupán Anna Mária (Nagyszalonta, 1928. június 4. –) erdélyi magyar közgazdász, közgazdasági író, egyetemi oktató.

## Életútja
Elvégezte a nagyváradi Kereskedelmi Középiskolát (1946), a Bolyai Tudományegyetemen szerzett közgazdasági diplomát (1949). Pályáját az egyetemen kezdte, 1949-től lektor. Tanulmányait románul a Studia Oeconomica, Revista Economică, Lupta de Clasă közölte, a Korunkban megjelent írásaiból kiemelkedik Farkas Jolánnal közösen jegyzett Tudományos-műszaki forradalom és a munkaerő felhasználása (1965/11) és Új gazdasági és politikai világrend – az emberi társadalom fejlődésének feltétele (1975/8) c. tanulmánya. Foglalkoztatta a szakmai szelekció és gazdasági hatékonyság vitája is (1976/4). Egyetemi jegyzete Curs de economie politică. Socialismul I-II. (Kolozsvár, 1977) Népszerűsítő cikkeit az Előre, Igazság közölte. 1989-ben a Német Szövetségi Köztársaságba emigrált.